# Лубоњ
Лубоњ (пољ. Luboń) град је у Пољској у Војводству великопољском. По подацима из 2012. године број становника у месту је био 30 297.

## Становништво
| 2012.  |
| ------ |
| 30 297 |